# Mellanvikt i boxning vid olympiska sommarspelen 1980
Resultat från boxning vid olympiska sommarspelen 1980 och herrarnas mellanvikt. De 19 boxarna vägde under 75 kg. Tävlingarna arrangerades i Indoor Stadium of the Olympiski Sports Complex i Moskva.

## Medaljörer
| Klass      | Guld              | Silver                           | Brons                       |
| Mellanvikt | José Gómez · Kuba | Viktor Savchenko · Sovjetunionen | Jerzy Rybicki · Polen       |
| Mellanvikt | José Gómez · Kuba | Viktor Savchenko · Sovjetunionen | Valentin Silaghi · Rumänien |

## Resultat

### Första rundan
| Vinnare                | Resultat      | Förlorare                   |
| Första rundan          | Första rundan | Första rundan               |
| ---------------------- | ------------- | --------------------------- |
| Viktor Savchenko (URS) | RSC-3         | Damir Škaro (YUG)           |
| Christer Corpi (SWE)   | DSQ-2         | Gbodelle Etienne Loco (BEN) |
| Manfred Trauten (GDR)  | 5-0           | Kostadin Folev (BUL)        |

### Andra rundan
| Vinnare                | Resultat     | Förlorare                  |
| Andra rundan           | Andra rundan | Andra rundan               |
| ---------------------- | ------------ | -------------------------- |
| Valentin Silaghi (ROU) | 5-0          | Alfred Thomas (GUY)        |
| Mark Kaylor (GBR)      | 4-1          | Carlos Fonseca (BRA)       |
| Jang Bong-Mun (PRK)    | KO-2         | Jesus Antonio Cabeza (VEN) |
| José Gómez (CUB)       | 3-2          | Enock Chama (ZAM)          |
| Jerzy Rybicki (POL)    | RSC-2        | Tarmo Uusivirta (FIN)      |
| Peter Odhiambo (UGA)   | KO-2         | John Martins (NGR)         |
| Viktor Savchenko (URS) | RSC-2        | Robert Pfitscher (AUT)     |
| Manfred Trauten (GDR)  | RSC-2        | Christer Corpi (SWE)       |

### Kvartsfinaler
| Vinnare                | Resultat      | Förlorare             |
| Kvartsfinaler          | Kvartsfinaler | Kvartsfinaler         |
| ---------------------- | ------------- | --------------------- |
| Valentin Silaghi (ROU) | 3-2           | Mark Kaylor (GBR)     |
| José Gómez (CUB)       | KO-2          | Jang Bong-Mun (PRK)   |
| Jerzy Rybicki (POL)    | 5-0           | Peter Odhiambo (UGA)  |
| Viktor Savchenko (URS) | RSC-2         | Manfred Trauten (GDR) |

### Semifinaler
| Vinnare                | Resultat    | Förlorare              |
| Semifinaler            | Semifinaler | Semifinaler            |
| ---------------------- | ----------- | ---------------------- |
| José Gómez (CUB)       | 5-0         | Valentin Silaghi (ROU) |
| Viktor Savchenko (URS) | RSC-3       | Jerzy Rybicki (POL)    |

### Final
| Vinnare          | Resultat | Förlorare              |
| Final            | Final    | Final                  |
| ---------------- | -------- | ---------------------- |
| José Gómez (CUB) | 4-1      | Viktor Savchenko (URS) |